# Indocaribenys
Els indocaribenys o indi-caribenys són persones del Carib que són descendents dels treballadors contractats indis jahaji portats pels britànics, holandesos i francesos durant l'època colonial des de mitjans del segle xix fins a principis del segle xx. Una minoria són descendents d'indis o d'altres sud-asiàtics que van emigrar com a empresaris, enginyers, metges, etc. a partir de mitjans del segle xx.
La majoria de la població indocaribenya viu a les nacions del Carib de parla anglesa , el Surinam de parla holandesa i els departaments francesos d'ultramar de Guadalupe, Martinica i la Guaiana Francesa, amb un nombre més reduït a altres països del Carib i, després de més migracions, a Amèrica del Nord i Europa.
Els indocaribenys poden ser procedents de les Índies orientals, Hindustani, Girmitya o Jahaji. Coolie és una manera més despectiva de referir-se als Indocaribenys i es considera pejoratiu.

## Subgrups
La negreta destaca els principals subgrups indocaribenys 
Illes del Carib
- Indis de Barbados
- Indis Dominicans
- Indogrenadians
- Indis de Guadalupe
- indohaitians
- Indojamaicans
- Indo-Martinica
- Indis de Saint Kitts i Nevis
- Indis de Santa Lucía
- Indis de Trinitat i Tobago
- Indis de les Illes Verges dels Estats Units
- indis de vincentia

Carib continental
- Indis asiàtics a Belize
- Indo-Guianes
- indo-surinamès
- Indis de la Guaiana Francesa

- nord-americans indocaribenys
- Canadencs indocaribenys
- Poble indocaribeny britànic
- Indis dels Països Baixos

Treballadors secundaris/migrants Diàspora indocaribenya
- Indis de l'Argentina
- Indis de Veneçuela
- Indis de Panamà
- Immigració índia al Brasil
- Indis de Colòmbia

Ètnies mixtes d'origen parcial indocaribeny
- Anglo-indi (mescla indi i britànic)
- Llatinoamericans asiàtics (mixtes d'indi i hispans/llatins)
  - hispans asiàtics i llatinoamericans (mescla d'indi i hispans/llatins als EUA)
- Chindian (mescla d'indi i xinès)
- Dougla (mescla d'Índia i Africà)
- Eurasiàtics (mescla d'índia i europea)
- Luso-indi (mescla d'indi i portuguès)
- Tegli (mixta d'indi i hispà/llatí)

## Història de les migracions

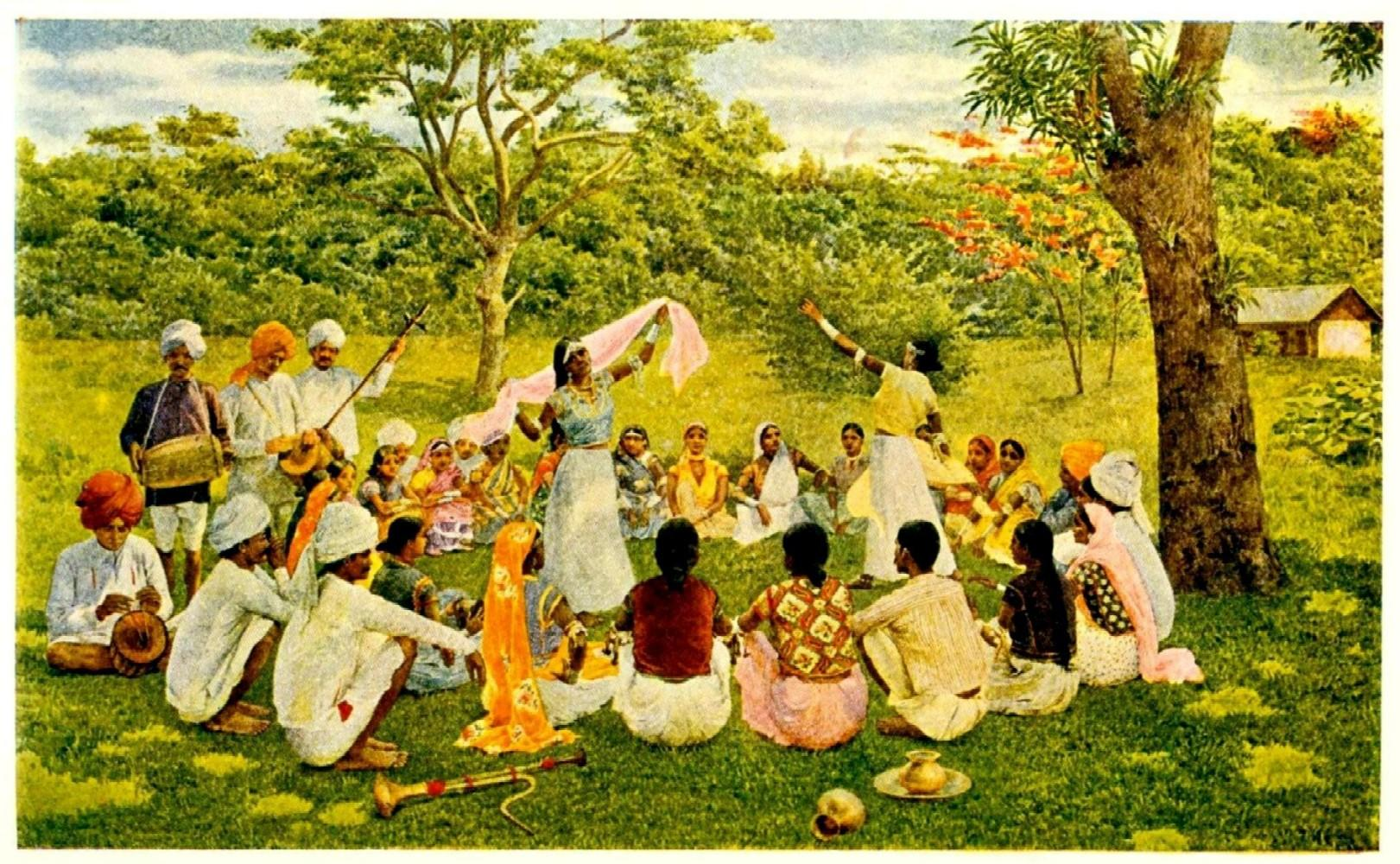
Els indocaribenys al celebraven la cultura índia a les Índies Occidentals a través de la dansa i la música.

De 1838 a 1917, més de mig milió d'indis de l'antic Raj britànic o l'Índia britànica i l'Índia colonial van ser portats a tretze països continentals i insulars del Carib com a treballadors contractats per fer front a la demanda de mà d'obra a les plantacions de canya de sucre després de l'abolició de l'esclavitud. .

### Les plantacions de canya de sucre alseglexix

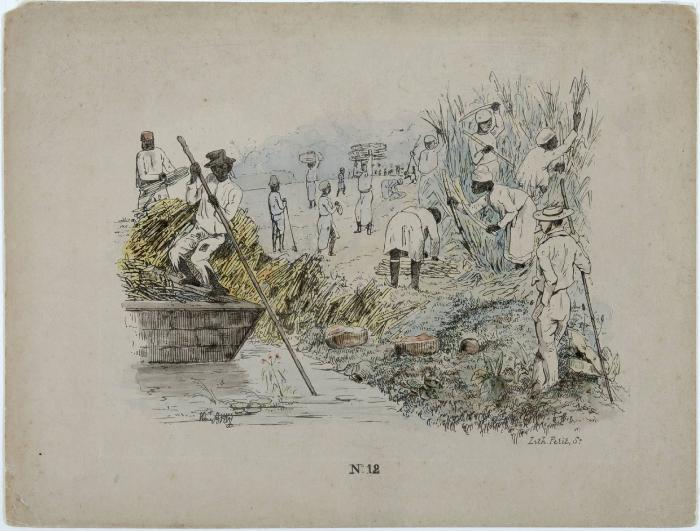
Una litografia del de Theodore Bray que mostra treballadors collint canya de sucre en una plantació del Carib; a la dreta hi ha el supervisor europeu.

Igual que el cotó, les plantacions de canya de sucre van motivar l'esclavitud a gran escala i les migracions forçades al segle xix i principis del XX.
Després de l'aprovació de la Llei d'abolició de l'esclavitud de 1833, moltes persones antigament esclavitzades van abandonar els seus esclavistes. Això va crear un caos econòmic per als plantadors europeus al Carib i l'oceà Índic. El treball dur a les granges càlides i humides requeria una mà d'obra regular, dòcil i de baixos salaris, la qual cosa va portar a la creació del sistema de contractes indis. Les males condicions econòmiques a l'Índia van fer que molts indis busquessin fonts de treball. En aquest sistema, els indis eren portats a colònies britàniques, franceses i holandeses d'arreu del món, fins i tot al Carib, per treballar en plantacions de cultius comercials.
Els primers vaixells que transportaven treballadors contractats per a les plantacions de canya de sucre van sortir de l'Índia el 1838 cap a la regió del Carib. De fet, els dos primers vaixells carregats d'indis van arribar a la Guaiana Britànica (l'actual Guyana) el 5 de maig de 1838, a bord del Whitby i Hesperus. Aquests vaixells havien sortit de Calcuta. En les primeres dècades de les migracions impulsades per la canya de sucre, les condicions laborals dels treballadors indis contractats eren abismals, a causa, en gran part, de la manca d'atenció entre els plantadors.. Estaven confinats a les seves finques i pagaven un sou lamentable. Qualsevol incompliment del contracte comportava penals automàtics i presó. Molts d'aquests van ser portats de les seves terres d'origen enganyosament. A moltes regions de l'interior a més de mil quilòmetres dels ports marítims se'ls va prometre feina, no se'ls va dir la feina per a la qual estaven contractats o que abandonarien la seva terra i comunitats. Van ser empès a bord dels vaixells que els esperaven, sense estar preparats per al llarg i ardu trajecte marítim de quatre mesos. Charles Anderson, un magistrat especial que investiga aquestes plantacions de canya de sucre, va escriure al Secretari de Colonial declarant que, amb poques excepcions, els treballadors contractats són tractats amb gran i injusta severitat; Els plantadors europeus van imposar el treball a les granges de canya de sucre amb tanta duresa, que les restes en descomposició d'immigrants es van descobrir amb freqüència als camps de canya de sucre. Si els treballadors contractats protestaven i es negaven a treballar, els plantadors no els pagaven ni els alimentaven.
Les migracions impulsades per les plantacions de canya de sucre van provocar una presència ètnicament significativa d'indis al Carib. En algunes illes i països, aquests migrants indocaribenys constitueixen ara una proporció important de la població. Les plantacions de canya de sucre i els ciutadans d'origen indi continuen prosperant a països com Guyana, antigament, Guaiana Britànica, Jamaica, Trinitat i Tobago, Martinica, Guayana Francesa, Guadalupe, Granada, Santa Llúcia, St. Vincent, St. Kitts, St. Croix, Surinam i Nevis. Segons algunes estimacions, més de 2,5 milions de persones al Carib són d'origen indi. Molts s'han barrejat ètnicament amb migrants d'altres parts del món, creant una cultura sincrètica única.
Tot i que la producció es va centrar al Carib, la producció de canya de sucre va tenir un paper important en la política global i els moviments de població abans de la Segona Guerra Mundial. França, per exemple, va negociar amb Gran Bretanya que va portar a la Llei XLVI de 1860, per la qual un gran nombre de treballadors indis contractats van ser portats per treballar a les plantacions de canya de sucre a les colònies franceses a la regió del Carib. Les colònies del Carib dels Països Baixos també es van beneficiar dels treballadors contractats de l'Índia.

### Arribada de dones índies al Carib

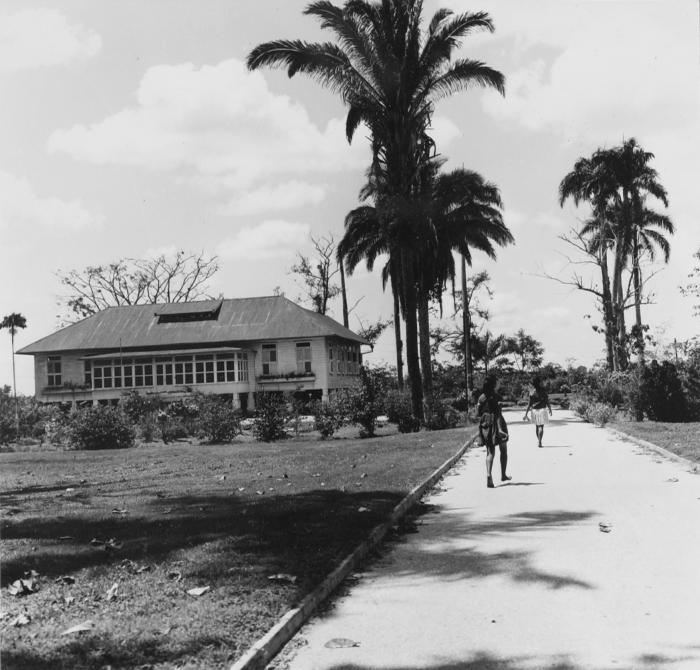
Els treballadors contractats indis van treballar durant dècades per uns salaris minsos a les plantacions de canya de sucre de les Índies Orientals Holandeses. Aquesta imatge del Tropenmuseum Royal Tropical Institute mostra dos indocaribenys caminant cap a la casa d'un enginyer holandès en una plantació de canya de sucre del Carib.

La proporció d'indis femenins i homes que van arribar al Carib va ser durant molts anys extremadament baixa, 3:100 el 1938. El govern indi i l'oficina colonial van establir un sistema de quotes que dictava quantes dones índies arribaven al Carib. El 1870, la quota demanava 40 dones índies per cada 100 homes indis, una quota que sovint no es complia. En total, només el 25% de tots els indis que van emigrar al Carib eren dones. Hi havia diverses raons per les quals emigraven menys dones índies que homes.
Per als agents els costava més reclutar dones índies que homes, perquè poques dones índies volien marxar de l'Índia. A l'Índia era més acceptable socialment que els homes emigrés i cerquessin feina. No es va animar a les dones a fer el mateix. Un altre factor que va dissuadir les dones índies d'anar al Carib va ser l'examen mèdic invasiu que es va fer a l'arribada, que implicava la inspecció dels genitals. Moltes dones no volien haver de sotmetre's a aquest examen i molts homes no haurien volgut que això passés a les seves dones.
A més, les potències colonials presents al Carib no estaven inicialment interessades a convèncer les dones índies d'immigrar. Els colonialistes van veure la contractació com un reemplaçament temporal del treball que abans havia estat realitzat pels africans esclavitzats. El seu objectiu era utilitzar homes indis per al treball. No volien que els indis creessin famílies al Carib, la qual cosa establiria la cultura i la gent índia com una presència duradora al Carib, soscavant el poder del sistema de contractes per controlar tots els aspectes de la vida dels treballadors i obligar-los a la submissió.
A finals del 1800, hi va haver un canvi de política. A finals de la dècada de 1880 es va produir la competència a la indústria del sucre per part del sucre de remolatxa europea, i el govern colonial sabia que tenir un grup assentat i immòbil d'indis per explotar per a la mà d'obra seria molt rendible i avantatjós en la competència per dominar la indústria del sucre. Encoratjar els indis a quedar-se al Carib també va reduir els costos necessaris per tornar els indis a l'Índia. Quan van acabar els contractes, els indis que havien vingut a treballar com a treballadors contractats van rebre petites parcel·les de terra per fomentar l'assentament. Un altre mètode per fomentar l'assentament era animar més dones índies a immigrar, ja que les potències colonials ja no descoratjaven l'assentament permanent.
Les dones índies que van ser reclutades i emigrades al Carib eren majoritàriament dones casades que es van unir als seus marits, dones solteres, dones que havien quedat vídues, dones que intentaven escapar de la pobresa i dones prostitutes de les ciutats de Calcuta i Chennai, aleshores anomenades Madras.. Sota el sistema de contracte, les dones índies casades estaven exemptes de treballar a les plantacions i els plantadors havien de donar-los atenció mèdica i racions. Tanmateix, el govern colonial no va reconèixer els matrimonis hindús o musulmans fins a la dècada de 1940, per la qual cosa moltes dones casades van ser catalogades com a solteres i no van rebre els pocs privilegis que es donaven a les dones casades. Les dones casades que no havien de treballar al camp es feien càrrec dels fills i de les despeses. Les dones que treballaven cobraven menys que els homes.

### Tendències després de la Segona Guerra Mundial

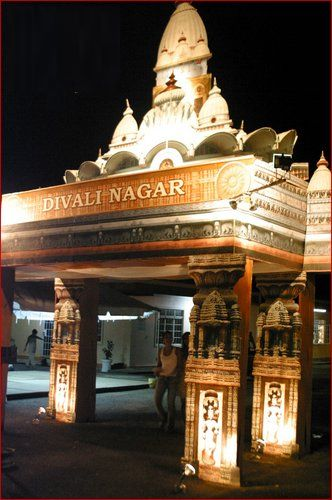
Moltes illes del Carib celebren festivals tradicionals de l'Índia, com el Diwali, com es mostra en aquesta decoració de Divali Nagar de Trinitat i Tobago.

La majoria dels indis que viuen al Carib de parla anglesa provenien de l'est d'Uttar Pradesh i de l'oest de Bihar, que són majoritàriament de parla hindi, mentre que els portats a Guadalupe i Martinica eren en gran part d'Andhra Pradesh i Tamil Nadu. Al voltant del vint per cent (20%) dels contractats eren tàmils i telugus, especialment a Trinitat i Tobago i Guyana.
Una minoria va emigrar d'altres parts del sud d'Àsia, inclosos els actuals Pakistan i Bangladesh.
Els indocaribenys constitueixen el grup ètnic més gran de Guyana, Trinitat i Tobago i Surinam.
Són el segon grup més gran de Jamaica, Grenada, Sant Vicenç i les Grenadines, Santa Llúcia, Martinica i Guadalupe.
També hi ha petites comunitats a Anguilla, Antigua i Barbuda, les Bahames, Barbados, Belize, la Guaiana Francesa, Panamà, República Dominicana, Puerto Rico i les Antilles Neerlandeses. També existeixen grups reduïts a Haití, on de vegades se'ls coneix erròniament com a "mulatos".

### Migració contemporània
Els immigrants actuals de l'Índia (la majoria comerciants sindhi) es troben a Saint-Martin / Sint Maarten, St. Thomas, Curaçao i altres illes amb capacitats comercials lliures d'impostos, on són actius en els negocis. Altres persones indocaribenynes descendeixen d'immigrants posteriors, inclosos metges indis, empresaris gujarati i migrants de Kenya i Uganda.

### Diàspora
Els indocaribenys han migrat als Estats Units, el Canadà, els Països Baixos, França, el Regne Unit, Irlanda i a altres parts del Carib i Amèrica Llatina.

## Cultura

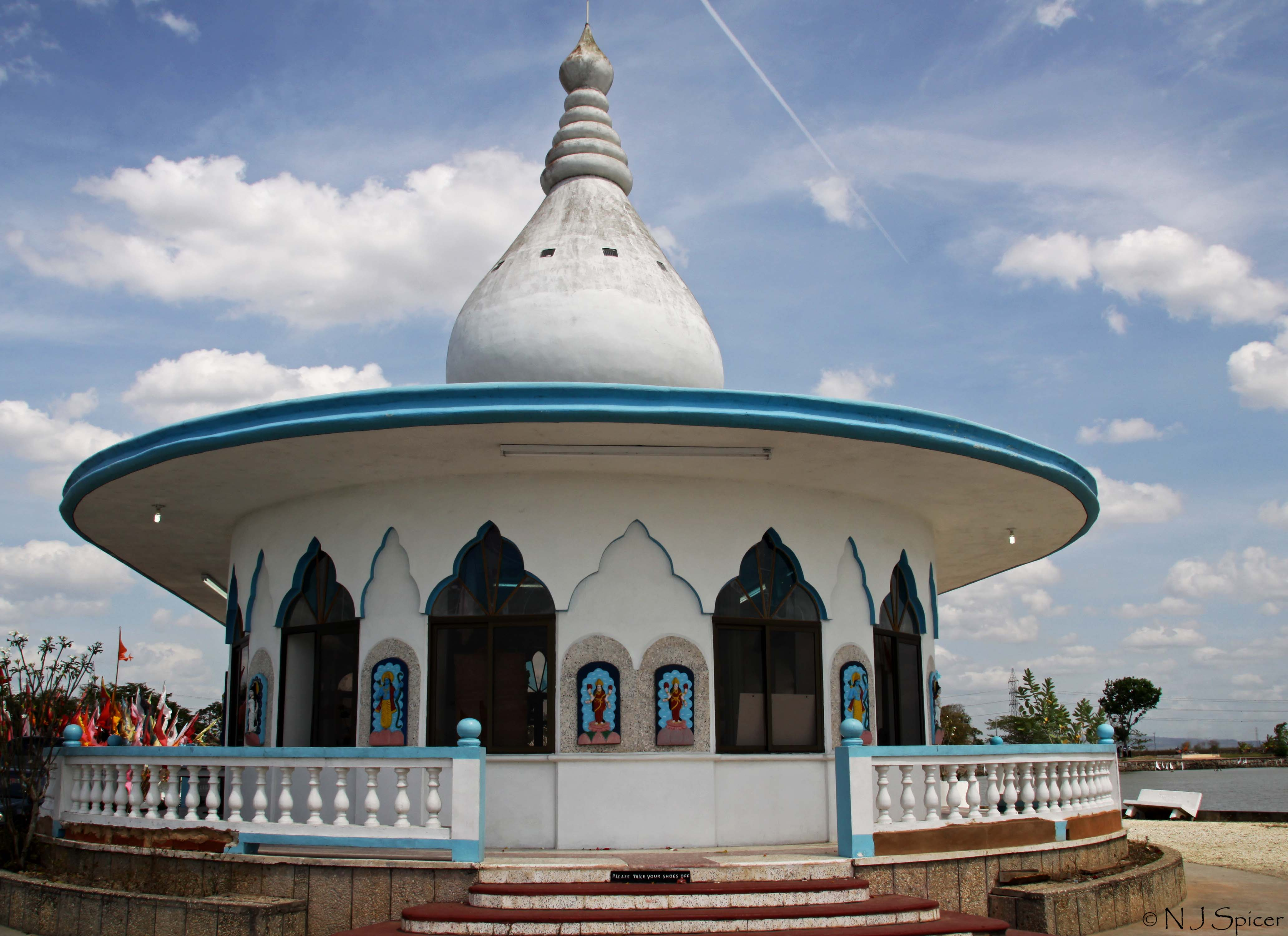
Temple al mar

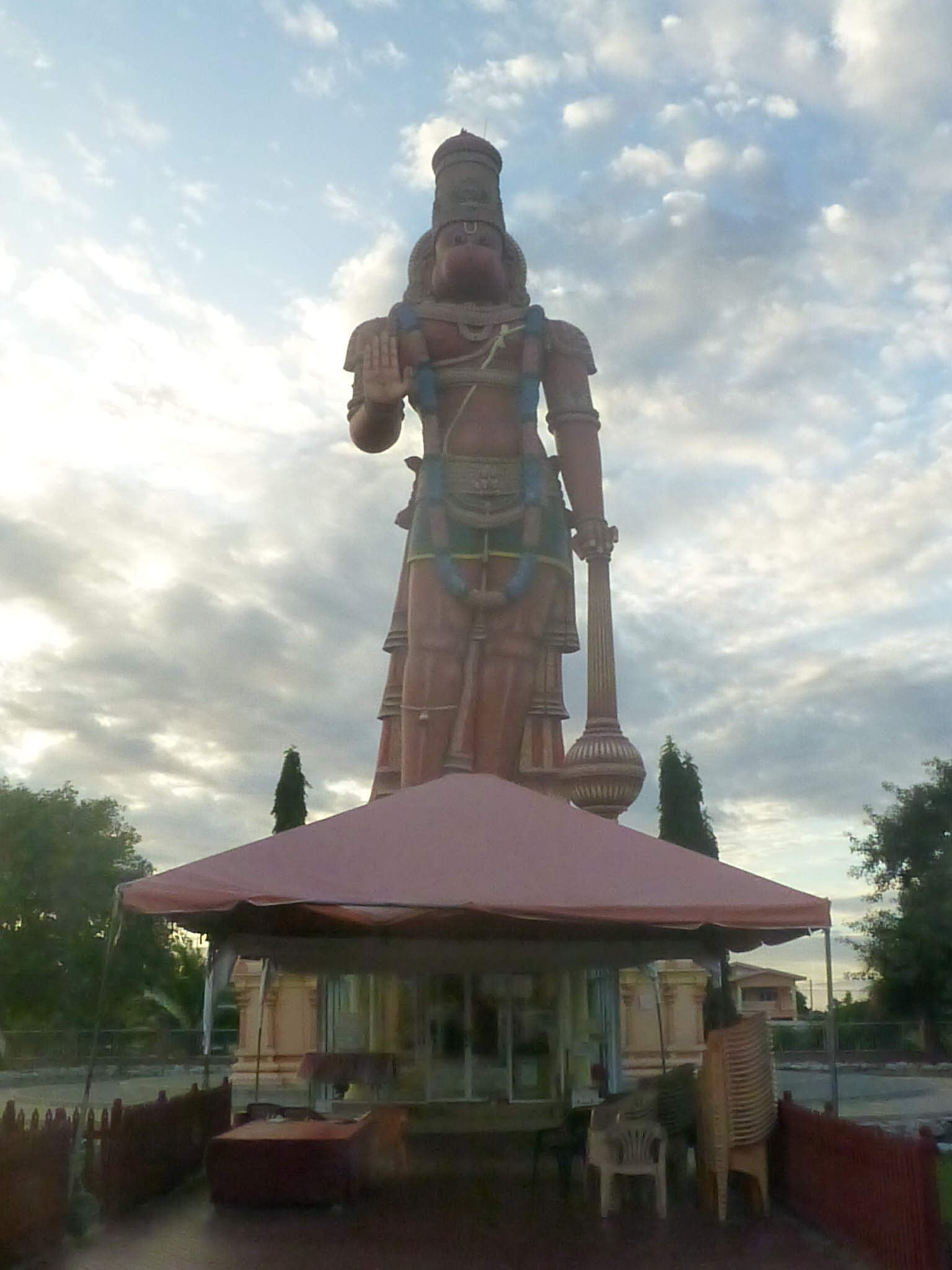
El Hanuman murti de 26 metres a Carapichaima, un destacat centre de la cultura hindú i indotrinidadiana; és l'estàtua més gran de Hanuman fora de l'Índia

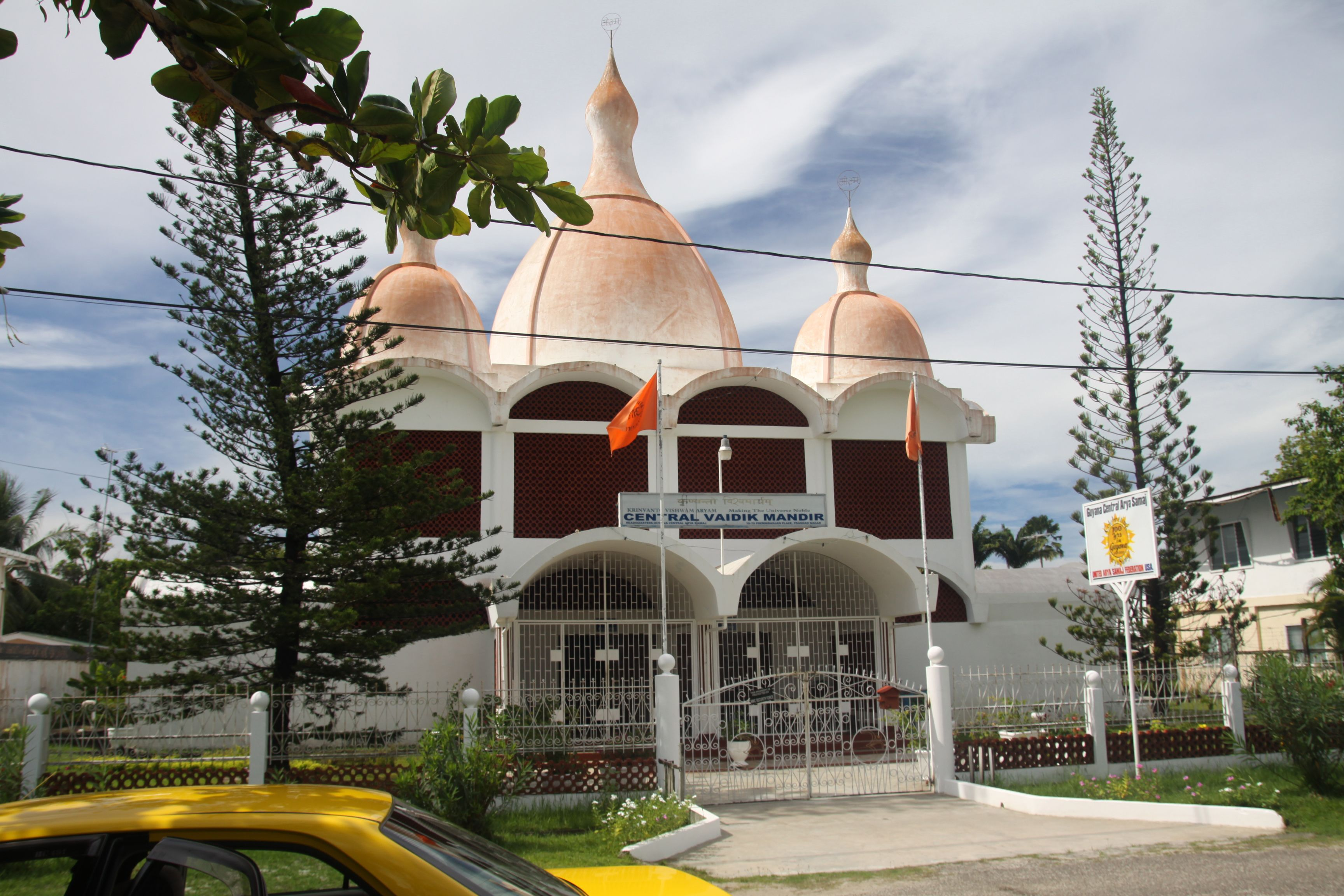
Central Vaidic Mandir a Georgetown, Guyana

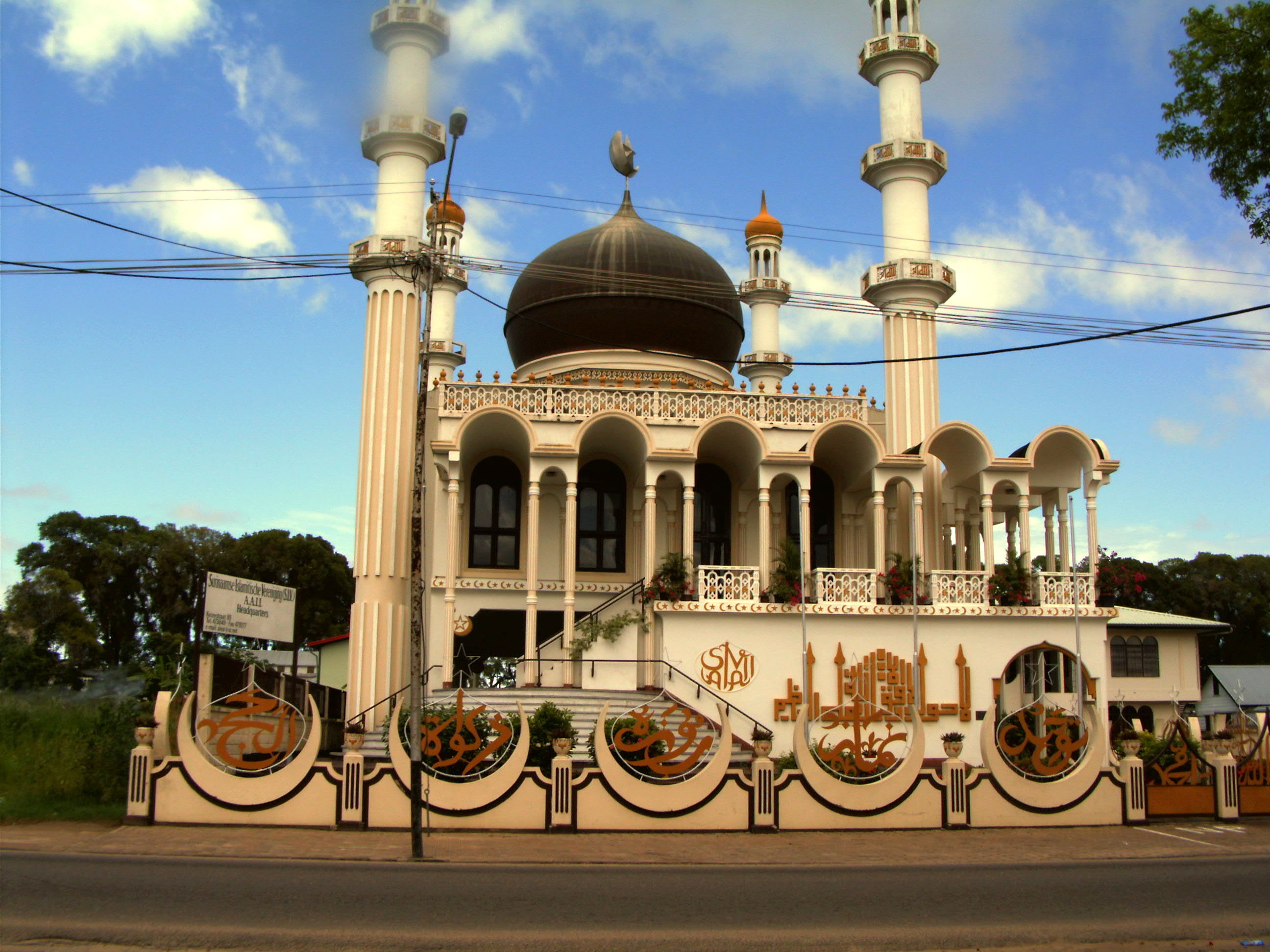
Mesquita Keizerstraat

Els indis contractats i els seus descendents han contribuït activament a l'evolució de les seves terres d'adopció malgrat les moltes dificultats.

## Commemoració
En els darrers anys, els intents de commemorar la presència i les contribucions índies han arribat a bon port:
El Dia de l'arribada de l'Índia és una festa que se celebra el 30 de maig a Trinitat i Tobago cada any des de la dècada de 1990. Primer es va celebrar a Trinitat i Tobago i després en altres països amb importants indis els avantpassats dels quals van venir com a treballadors contractats. Commemora les primeres arribades de l'Índia a Trinitat i Tobago, el 30 de maig de 1845, al vaixell Fatel Razack.
L'any 1995, Jamaica va començar a celebrar l'arribada dels indis a Old Harbour Bay, a la parròquia de Santa Caterina el 13 de maig.
L'any 2003, Martinica va celebrar el 150è aniversari de l'arribada de l'Índia. Guadalupe va fer el mateix el 2004. Aquestes celebracions no van ser només el fet de la minoria índia, sinó el reconeixement oficial per part de les autoritats franceses i locals de la seva integració i de les seves contribucions a gran escala en diversos àmbits, com ara l'agricultura, l'educació i la política, i a la diversificació de la cultura dels pobles criolls. Així, la destacada participació de tota la població multiètnica de les dues illes va ser en aquests esdeveniments.
Santa Llúcia i molts països del Carib han dedicat dies commemoratius per reconèixer l'arribada i les importants contribucions de les seves poblacions indocaribenyes. Santa Llúcia celebra el seu patrimoni indocaribeny el 6 de maig. Altres dates en què se celebra el Dia d'arribada de l'Índia al Carib inclouen el 5 de maig (Guyana), el 10 de maig (Jamaica), el 30 de maig (Trinitat i Tobago), l'1 de juny (Sant Vicent) i el 5 de juny (Surinam).

## Mitjans de comunicació indocaribenys - Canadà
Hi ha tres diaris indocaribenys amb seu a Toronto:
- Indo-Caribbean World - fa 25 anys que existeix
- Caribbean Xpress - fa cinc anys que existeix
- Indo-Caribbean Times - va existir durant uns dos anys; va deixar de publicar-se després de la mort d'un dels seus membres fundadors l'abril de 2010